# Tour Viollet
La Tour Viollet est un immeuble de grande hauteur situé au centre du quartier de Belle-Beille à Angers. Au sommet se trouve un centre de télé-transmission.

## Architecture
Le bâtiment construit par René-André Coulon, Yves Magnant et Lionel Schein a été construit selon les théories corbuséennes. Deux pignons de béton nu enserrent les façades entièrement recouvertes de verre. Il s'agit d'un manifeste par excellence de l'habitat social de très haute qualité des années 1960.
La tour a été remise aux normes dans les années 1980 en respectant le caractère brutaliste du monument.